# Jan Vlachý
Jan Vlachý (7 febrer 1937, Plzeň - 27 setembre 2010, Berlín) fou un documentalista txec. És considerat com un dels fundadors de la cienciometria.
Va estudiar física nuclear a Praga. A mitjans dels 60 va treballar a l'Acadèmia de Ciències Txecoslovaca (CSAV) i es va dedicar a la investigació científica quantitativa, especialment en cienciometria i bibliometria. Vlachý va publicar nombrosos articles sobre aquestes disciplines. Destaquen els dedicats a la Llei de Lotka i a la demostració que les lleis similars de potència s'apliquen en diferents camps de les ciències naturals, les ciències socials i humanes. Del 1967 al 1986 Vlachý va ser cap de redacció (editor executiu) del Czechoslovak Journal of Physics. Molts dels seus anàlisis bibliomètrics de la investigació en física es publicaven mensualment en aquesta revista.
El gener de 1989, va rebre la medalla Derek de Solla Price pels seus treballs en investigació quantitativa de la ciència. Des del 2011 el seu llegat científic, en gran part pendent de classificar i del que s'espera que aporti nous coneixements, es troba a la KU Leuven (Bèlgica)